# Hradišťský vrch (Novohradské podhůří)
Hradišťský vrch (780 m n. m.) je druhým nejvyšším vrcholem Malontské vrchoviny v Novohradském podhůří. Nachází se asi 3,5 km východně od města Kaplice v okrese Český Krumlov.

## Geologie a geomorfologie
Hradišťský vrch s nadmořskou výškou 779,6 metru má nepravidelný tvar a je tvořený středně zrnitou porfyrickou biotitickou žulou. V geomorfologickém členění Česka se nachází v Novohradském podhůří, podcelku Soběnovská vrchovina a okrsku Malontská vrchovina. Na povrchu jsou patrné izolované skalní útvary s exfoliačními tvary, kryoplanační terasy a balvanové proudy. Z východní a severní strany je obtékán říčkou Černá, jejíž koryto se nachází o 200 až 250 níže než vrchol Hradišťského vrchu.

## Stavby na vrcholu
Na vrcholové části kopce se nachází pozůstatky hradiště Hradec. Stáří hradiště nebylo zjištěno, ale předpokládá se, že pochází z mladší nebo pozdní doby bronzové. Dne 23. března 2019 byla na vrcholu otevřena 28 metrů vysoká rozhledna Hradišťský vrch.

## Ochrana přírody
Hradišťský vrch je součástí Přírodního parku Soběnovská vrchovina.

## Přístup
Na vrchol kopce vede odbočka z modře značené turistické trasy mezi Hradištěm a Blanskem. Na jihozápadním úbočí stojí výklenková kaple a jiné drobné církevní památky.